# Меридијан (Ајдахо)
Меридијан (енгл. Meridian) град је у америчкој савезној држави Ајдахо.

## Демографија
По попису из 2010. године број становника је 75.092, што је 40.173 (115,0%) становника више него 2000. године.
| Група             | 2000.          | 2010.          |
| Белци             | 32.270 (92,4%) | 66.123 (88,1%) |
| Афроамериканци    | 164 (0,5%)     | 573 (0,8%)     |
| Азијати           | 440 (1,3%)     | 1.345 (1,8%)   |
| Хиспаноамериканци | 1.291 (3,7%)   | 5.111 (6,8%)   |
| Укупно            | 34.919         | 75.092         |